# Boophis sambirano
Boophis sambirano är en groddjursart som beskrevs av Miguel Vences och Frank Glaw 2005. Boophis sambirano ingår i släktet Boophis och familjen Mantellidae. IUCN kategoriserar arten globalt som sårbar. Inga underarter finns listade.